# Dżibab
Dżibab (arab. جباب) – miejscowość w Syrii, w muhafazie Dara. W 2004 roku liczyła 7699 mieszkańców.